# Дегелінг
Дегелінг (нім. Dägeling) — громада в Німеччині, розташована в землі Шлезвіг-Гольштейн. Входить до складу району Штайнбург. Складова частина об'єднання громад Кремпермарш.
Площа — 7,53 км2. Населення становить 1012 ос. (станом на 31 грудня 2020).